# Флаг муниципального образования Шурышкарское
Флаг муниципального образования Шурышкарское Шурышкарского района Ямало-Ненецкого автономного округа Тюменской области Российской Федерации.
Флаг утверждён 5 июня 2009 года и внесён в Государственный геральдический регистр Российской Федерации с присвоением регистрационного номера 5066.

## Описание флага
Прямоугольное полотнище с отношением ширины к длине 2:3, разделённое по нисходящей диагонали на две равные части: зелёную у древка и голубую и несущее поверх линии деления, изображение жёлтого с белым хвостом летящего видимого со спины орла.

## Символика флага
Флаг разработан на основе герба муниципального образования Шурышкарское.
Шурышкарская земля — один из красивых уголков Ямала, поражающих своим природным изобилием и разнообразием. Главным достоянием шурышкарцев являются богатства окружающей природы и продукты их переработки. О чём на флаге говорит цветовая гамма, а также фигура орла, аллегорически отражающие разнообразие флоры и фауны, нетронутую, девственно чистую природу.
Зелёный цвет — символ, здоровья молодости, жизненного роста; голубой цвет — символ водных просторов, бескрайнего неба, благородства, чести и достоинства.
Деление полотнища на зелёный и голубой цвет напоминает деление флага района и подчёркивает преемственность символики двух муниципальных образований
Орёл — символ силы, уверенности, полёта, движения к цели.
Жёлтый цвет (золото) — символ урожая, достатка, стабильности, уважения и интеллекта.
Белый цвет (серебро) — символ чистоты, совершенства, мира и взаимопонимания.